# 732. pr. Kr.
◄ | 9. stoljeće pr. Kr. | 8. stoljeće pr. Kr. | 7. stoljeće pr. Kr. | ►
◄ | 760-ih pr. Kr. | 750-ih pr. Kr. | 740-ih pr. Kr. | 730-ih pr. Kr. | 720-ih pr. Kr. | 710-ih pr. Kr. | 700-ih pr. Kr. | ►
◄◄ | ◄ | 735. pr. Kr. | 734. pr. Kr. | 733. pr. Kr. | 732 pr. Kr. | 731. pr. Kr. | 730. pr. Kr. | 729. pr. Kr. | ► | ►►
Astronomija

## Događaji
- Rusa I. nasljeđuje na prijestolju Urartua, svoga oca, kralja Sardurija III.
- Asirski kralj Tiglatpileser III. dolazi na poziv kralja Jude Ahaza u borbi protiv kreljevstva Izraela koje se udružilo s Damaskom. Asijrski kralj provodi opsadu Samarije a kasnije osvaja Damask i protjeruje dio stanovništva.